# Angus Gunn
Angus Gunn (født 22. januar 1996) er en britisk professionel fodboldspiller, som spiller for EFL Championship-klubben Norwich City og Skotlands landshold.